# 9501 Ywain
9501 Ywain eller 2071 T-2 är en asteroid i huvudbältet som upptäcktes den 29 september 1973 av den nederländsk-amerikanske astronomen Tom Gehrels och det nederländska astronomparet Ingrid van Houten-Groeneveld och Cornelis Johannes van Houten vid Palomarobservatoriet. Den är uppkallad efter Ywain, en av Riddarna av Runda bordet.
Asteroiden har en diameter på ungefär 6 kilometer.